# Jersey Reds
Maillots
Jersey Reds, est un club de rugby à XV professionnel jersiais basé à Saint-Pierre, fondé en 1879 et disparu en 2023.

## Histoire
Le rugby est pratiqué sur l'île de Jersey depuis 1879 avec des pauses pendant la guerre et les cinq années d'occupation nazie. Le développement du club a commencé lorsqu'il a acquis un terrain près de l'Aéroport de Jersey en 1961.
L'équipe était connue sous le nom de Jersey Rugby Football Club jusqu'en 2016 où il adopte le nom de Jersey Reds.
À l'issue de la saison 2022-2023, le club remporte le championnat pour la première fois de son histoire. Cependant, ils ne peuvent pas prétendre à une montée dans l'étage supérieur car ils ne satisfont pas aux critères d'éligibilité demandés par la Premiership pour évoluer dans ce championnat comme Ealing la saison précédente,. Le club dépose le bilan au mois de septembre. Il est mis en liquidation au mois d'octobre.

## Palmarès
- Championnat d'Angleterre de D3 : 2012
- Finaliste de la British and Irish Cup : 2017
- Championnat d'Angleterre de D2 : 2023

## Personnalités du club

### Entraîneurs
- 2014-2019:  Harvey Biljon

### Joueurs emblématiques
- Barry Davies
- Regan King
- Lee Roy Atalifo
- Apakuki Ma'afu
- Michael Le Bourgeois
- Janco Venter
- Matt Cook
- Pierce Phillips[8]
- Jack Cuthbert
- Samisoni Fisilau
- Uili Kolo'ofai
- Elvis Taione
- Callum Sheedy
- Brett Herron

### Effectif 2022-2023
| Nom             | Poste            | Naissance         | Nationalité sportive | Sélections (points marqués) | Dernier club        | Arrivée au club |
| --------------- | ---------------- | ----------------- | -------------------- | --------------------------- | ------------------- | --------------- |
| Eoghan Clarke   | Talonneur        | 12 juin 1998      | Irlande              | -                           | Munster Rugby       | 2021            |
| Harry Doolan    | Talonneur        | 17 janvier 2002   | Angleterre           | -                           | Formé au club       | 2022            |
| James Hadfield  | Talonneur        | 27 novembre 1997  | Angleterre           | -                           | Richmond FC         | 2022            |
| Antonio Harris  | Talonneur        | 25 février 1994   | Angleterre           | -                           | Wasps               | 2019            |
| Sam Grahamslaw  | Pilier           | 24 février 1999   | Écosse               | -                           | Édimbourg Rugby     | 2022            |
| Steve Longwell  | Pilier           | 28 juin 1990      | Écosse               | -                           | Watsonian FC        | 2021            |
| Greg McGrath    | Pilier           | 21 janvier 1997   | Irlande              | -                           | Connacht Rugby      | 2022            |
| Adam Nicol      | Pilier           | 2 juillet 1997    | Écosse               | -                           | Glasgow Warriors    | 2022            |
| Huw Owen        | Pilier           | 18 avril 1994     | Pays de Galles       | -                           | Pontypridd RFC      | 2021            |
| Hamish Bain     | Deuxième ligne   | 24 septembre 1997 | Écosse               | -                           | Glasgow Warriors    | 2022            |
| Macauley Cook   | Deuxième ligne   | 31 décembre 1991  | Pays de Galles       |                             | Cardiff Blues       | 2020            |
| Tom Everard     | Deuxième ligne   | 24 avril 1997     | Angleterre           | -                           | Ayr RFC             | 2021            |
| Sean O'Connor   | Deuxième ligne   | 22 août 1996      | Irlande              | -                           | Munster Rugby       | 2020            |
| Ethan Rault     | Deuxième ligne   | 11 janvier 2002   | Pays de Galles       | -                           | Scarlets            | 2022            |
| James Scott     | Deuxième ligne   | 18 juin 1999      | Angleterre           | -                           | Worcester Warriors  | 2022            |
| Maz Argyle      | Troisième ligne  | 13 novembre 1992  | Angleterre           | -                           | Rotherham Titans    | 2016            |
| James Dun       | Troisième ligne  | 7 juillet 1999    | Angleterre           | -                           | → Bristol Bears     | 2022            |
| Josh Gray       | Troisième ligne  | 7 juillet 2001    | Angleterre           | -                           | → Gloucester Rugby  | 2022            |
| Tim Grey        | Troisième ligne  | 24 avril 1996     | Pays de Galles       | -                           | RGC 1404            | 2020            |
| Alun Lawrence   | Demi de mêlée    | 15 septembre 1998 | Pays de Galles       | -                           | Cardiff Blues       | 2022            |
| Lewis Wynne     | Demi de mêlée    | 27 novembre 1996  | Écosse               | -                           | London Scottish     | 2020            |
| James Elliott   | Demi de mêlée    | 29 août 1998      | Angleterre           | -                           | Yorkshire Carnegie  | 2020            |
| James Mitchell  | Demi de mêlée    | 11 février 1995   | Angleterre           | -                           | Doncaster Knights   | 2021            |
| Jonny Law       | Demi de mêlée    | 19 décembre 2000  | Angleterre           | -                           | Leicester Tigers    | 2022            |
| Toby Venner     | Demi de mêlée    | 15 novembre 1997  | Angleterre           | -                           | Hartpury University | 2022            |
| Russell Bennett | Demi d'ouverture | 18 décembre 1998  | Angleterre           | -                           | Ampthill RUFC       | 2022            |
| Ben Burnell     | Demi d'ouverture | 20 novembre 2002  | Pays de Galles       | -                           | Pontypridd RFC      | 2022            |
| Brendan Cope    | Demi d'ouverture | 7 mai 1993        | Afrique du Sud       | -                           | Sharks (jeunes)     | 2015            |
| Tom Pittman     | Demi d'ouverture | 8 avril 1999      | Angleterre           | -                           | Boroughmuir RFC     | 2021            |
| Dan Barnes      | Centre           | 14 avril 1995     | Angleterre           | -                           | London Scottish     | 2020            |
| Jordan Holgate  | Centre           | 6 juin 1997       | Afrique du Sud       | -                           | Slava Moscou        | 2021            |
| Alex McHenry    | Centre           | 7 octobre 1997    | Irlande              | -                           | Munster Rugby       | 2022            |
| Charlie Powell  | Centre           | 29 octobre 1999   | Angleterre           | -                           | → Bristol Bears     | 2022            |
| Will Brown      | Ailier           | 4 octobre 1998    | Écosse               | -                           |                     |                 |
| Ryan Hutler     | Ailier           | 4 décembre 1997   | Angleterre           | -                           | Bedford Blues       | 2020            |
| Tomi Lewis      | Ailier           | 17 janvier 1999   | Pays de Galles       | -                           | Scarlets            | 2022            |
| Ben Woollett    | Ailier           | 5 mai 1997        | Australie            | -                           | Warringah RC        | 2022            |
| Brendan Owen    | Arrière          | 23 septembre 1996 | Afrique du Sud       | -                           | Boland Cavaliers    | 2019            |
| Scott van Breda | Arrière          | 12 décembre 1991  | Afrique du Sud       | -                           | Worcester Warriors  | 2021            |